# Dunlap (Indiana)
Pour les articles homonymes, voir Dunlap.
Dunlap est une census-designated place située dans le comté d'Elkhart, dans l’État de l'Indiana, aux États-Unis. Lors du recensement de 2020, elle compte 6 442 habitants.